# NAL Saras
El NAL Saras (en sánscrito: सरस्. Traducido al español "Grulla de cola blanca") es el primer avión comercial de fabricación india, diseñado por la National Aerospace Laboratories (NAL).

## Diseño y desarrollo

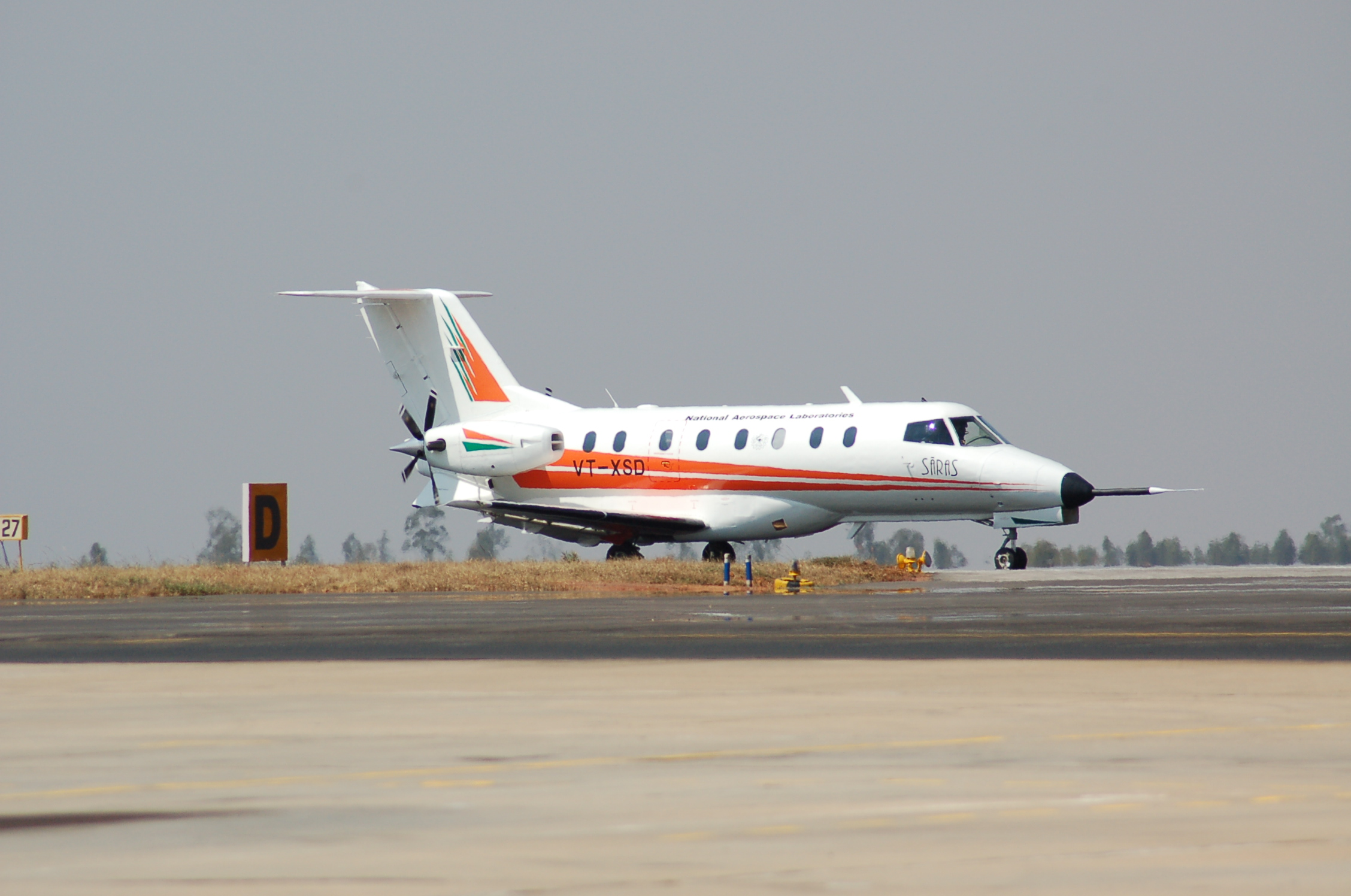
NAL Saras en el Aero India de 2007 (Bangalore, India)

El proyecto empezó en el año 1991, en colaboración con Rusia (Myasishchev tenía un proyecto similar denominado Duet), pero los problemas financieros condujeros a los rusos a abandonar el programa al inicio del mismo. Posteriormente, el programa quedaría paralizado tras las sanciones impuestas por los Estados Unidos en 1998, debido a las pruebas nucleares que India hizo en Pokhran.
El Saras realizó su primer vuelo desde el Aeropuerto Internacional de Bangalore el 29 de mayo de 2004.
El Saras es una de las pocas aeronaves que monta una planta motriz con configuración propulsora. La configuración de esta aeronave se semeja al Embraer/FMA CBA 123 Vector, un avión que no llegó a fabricarse en serie.